# 魏村街道
魏村街道是中华人民共和国江苏省常州市新北区下辖的一个街道办事处。2020年7月，撤销春江镇。以原春江镇的黄城墩、安家、济农、东蒋、安宁、绿城墩、新华、闸北、迎龙、小都、灵桥、青城12个村和新魏花园、安家苑、魏村、临江、长江5个社区区域为魏村街道行政区域。

## 行政区划
魏村街道下辖以下村级行政区划单位：
新魏花园社区、长江社区、魏村社区、临江社区、安家苑社区、新华村、迎龙村、青城村、灵桥村、小都村、闸北村、黄城墩村、济农村、东蒋村、安家村、绿城墩村、安宁村。